# 鲁土司衙门旧址
36°35′20″N 102°50′07″E / 36.58889°N 102.83528°E
鲁土司衙门旧址，位于甘肃省永登县連城鎮连城村，是明清时期鲁氏土司的衙门，1996年被列为第四批全国重点文物保护单位。
连城鲁氏土司始祖脱欢为元朝阔列坚后裔，封安定王，任中书参知政事，明初率部归降，被安置在连城，封为土司。其孙失伽被明成祖赐姓鲁，并更名为鲁贤。至1931年土司被废，共传十九世。土司衙门始建于明洪武十一年（1378年），后世多次扩建重修。宣德二年（1427年）在西侧建大通寺，光绪年间改称妙因寺。衙门、官园及妙因寺共占地近四万平方米，其中明代建筑面积2877平方米，坐北朝南，砖木结构。
该保护单位包括鲁土司衙门、妙因寺、显教寺、雷坛等等。